# Brusonecja chińska
Brusonecja chińska, morwa papierowa, papierówka chińska (Broussonetia papyrifera) – gatunek roślin z rodziny morwowatych. Występuje w Azji: w Chinach, Japonii, Korei, Indochinach, Birmie i Indiach. Jest również uprawiany w niektórych częściach Europy o ciepłym klimacie umiarkowanym, Stanach Zjednoczonych i Afryce. Dostarcza najstarszego surowca do produkcji papieru.

## Rozmieszczenie geograficzne
W Azji jej zasięg obejmuje Chiny, Japonię, Koreę, Laos, Kambodżę, Tajlandię, Birmę i Asam, ale jest uprawiana w innych częściach Azji i Pacyfiku, a naturalizowana w południowej części Europy i USA. W Polsce rzadko w kolekcjach dendrologicznych – uważana za gatunek wrażliwy na mrozy, lokalnie rośnie jednak bujnie i bez uszkodzeń mrozowych.

## Morfologia
PokrójMałe drzewo o półkulistej koronie i nietypowej korze, które w wieku 10 lat osiąga ok. 1 m wzrostu. W sumie osiąga do 10–16 m wysokości. Kora jest ciemna, chropowata, bardzo włóknista. Pędy owłosione, grube.
LiścieSkrętoległe, długoogonkowe (ogonek do 10 cm długości). Jasnozielone, gęsto owłosione sterczącymi włoskami (z wierzchu szorstkimi, od spodu miękkimi), szerokojajowate, niepodzielone lub trój- albo pięcioklapowe, długości do 20 cm, wiosną purpurowe, później srebrno-zielone.
KwiatyRoślina jest dwupienna. Pomarańczowoczerwone kwiatostany żeńskie mają kształt kulisty i średnicę 1 cm, poszczególne kwiaty składają się tylko z pojedynczego słupka i mięśniejącej okrywy kwiatowej, długo utrzymują się na drzewie. Kwiatostany męskie są kotkowate (długości 4–8 cm). Kwiaty składają się z 4-listkowego okwiatu i 4 pręcików. Kwitną w końcu czerwca. Roślina wiatropylna.
OwoceZłożone, kulistawe, podobne do morwy. Jadalne, słodkie, pomarańczowoczerwone, dojrzewają jesienią, osiągają 3 cm średnicy.

## Zastosowanie
Włóknista kora i łyko morwy papierowej jest wykorzystywana do produkcji papieru lub płótna. Jest pierwszą w historii rośliną użytą do produkcji papieru, wykorzystywaną w tym celu w Chinach już ponad 100 lat p.n.e. Namoczone włókna ociekały w bambusowych sitach, po czym były nasączane klejem i wygładzane muszlami kauri. W Japonii i Chinach do dziś wytwarza się z niej wysokiej jakości papier czerpany.
Gatunek wykorzystywany jest także jako drzewo ozdobne.